# Mehdi Nafti
Mehdi Nafti (Toulouse, 28 de noviembre de 1978) es un exfutbolista y entrenador franco-tunecino. Actualmente está sin club.

## Trayectoria

### Como jugador
Como jugador gozó de una carrera larga y fructífera, jugó fuera de España en Toulouse, Birmingham o Aris de Salónica. En España defendería las camisetas de Cádiz, Real Murcia, Real Valladolid y Racing de Santander.

### Como entrenador
El franco-tunecino comenzaría su trayectoria como entrenador en el Juvenil A del San Fernando C. D. Isleño en la temporada 2015-16. Después recalaría en el Marbella F. C., al que dirigiría durante la temporada 2016-17.
En la temporada 2017-2018 entrenaría a la A. D. Mérida hasta que fue cesado en diciembre de 2017 por estar fuera de los play-offs de ascenso. Regresó al conjunto emeritense tres meses después, en marzo de 2018, tras la destitución de su sustituto, Lorenzo Morón Vizcaíno. Con los emeritenses no pudo evitar el descenso a Tercera División en un año convulso.
Entrenó al C. D. Badajoz durante el período comprendido entre octubre del 2018 y febrero del 2020. En ese tiempo, se ganó el apoyo de la afición blanquinegra llegando a jugar los playoffs de ascenso a Segunda División en la temporada 2018-19, y dejando al equipo cuarto en el momento de su destitución tras una derrota ante el Algeciras C. F..
El 8 de octubre de 2020, firma por el Étoile Sportive du Sahel de la Primera División tunecina. Una semana más tarde, el 14 de octubre de 2020 se desvincularía del club tunecino, con el que no disputó ningún partido, para firmar por el C. D. Lugo de la Segunda División de España hasta el final de la temporada 2020-21, para sustituir a Juanfran García. El 28 de febrero de 2021, fue destituido con un balance de 7 victorias, 9 empates y 6 derrotas.
El 31 de octubre de 2021, se convierte en nuevo entrenador del C. D. Leganés de la Segunda división de España, en sustitución de Asier Garitano.
El 5 de junio de 2022, el C. D. Leganés informó que no iba a continuar en el club tras conseguir la permanencia.
El 12 de junio de 2022, se convierte en nuevo entrenador del Levante U. D., firmando un contrato de una temporada y dos más en caso de ascenso. El 10 de octubre de 2022, fue destituido de su cargo tras perder 0-1 contra el Racing de Santander.
El 2 de enero de 2023, ficha por el Wydad A. C. de la  Botola Pro1. El 26 de febrero de 2023, fue despedido de su cargo.
El 5 de diciembre de 2023, fue oficializado como entrenador de la A. D. Alcorcón hasta el final de la temporada. Luego del descenso a la Primera Federación, el club anunció que su contrato no sería renovado.
Después de un pequeño paso como asistente técnico en la selección de Túnez, Nafti asumió al frente del Al-Khor en octubre de 2024. En marzo de 2025, fue relevado de sus funciones después de una serie de malos resultados que ubicaron al club en puestos de descenso.

## Selección nacional
Ha sido internacional con la Selección de fútbol de Túnez, jugando 32 partidos internacionales y anotando 1 gol.

### Participaciones en Copas del Mundo
| Mundial                        | Selección | Sede     | Resultado    |
| ------------------------------ | --------- | -------- | ------------ |
| Copa Mundial de Fútbol de 2006 | Túnez     | Alemania | Primera fase |

## Clubes

### Como jugador
| Club                | País       | Año       |
| ------------------- | ---------- | --------- |
| Toulouse FC         | Francia    | 1997-2000 |
| Racing de Santander | España     | 2000-2005 |
| Birmingham City FC  | Inglaterra | 2005-2009 |
| Aris Salónica FC    | Grecia     | 2009-2011 |
| Real Valladolid CF  | España     | 2011-2012 |
| Real Murcia CF      | España     | 2012-2013 |
| Cádiz CF            | España     | 2013-2015 |

### Como entrenador
| Club           | País      | Año       |
| -------------- | --------- | --------- |
| Marbella F. C. | España    | 2016-2017 |
| A. D. Mérida   | España    | 2017      |
| A. D. Mérida   | España    | 2018      |
| C. D. Badajoz  | España    | 2018-2020 |
| C. D. Lugo     | España    | 2020-2021 |
| C. D. Leganés  | España    | 2021-2022 |
| Levante U. D.  | España    | 2022      |
| Wydad A. C.    | Marruecos | 2023      |
| A. D. Alcorcón | España    | 2023-2024 |
| Al-Khor        | Catar     | 2024-2025 |

## Palmarés

### Como jugador

#### Copas internacionales
| Título                    | Selección          | Sede  | Año  |
| ------------------------- | ------------------ | ----- | ---- |
| Copa Africana de Naciones | Selección de Túnez | Túnez | 2004 |